# Neamți kolostor

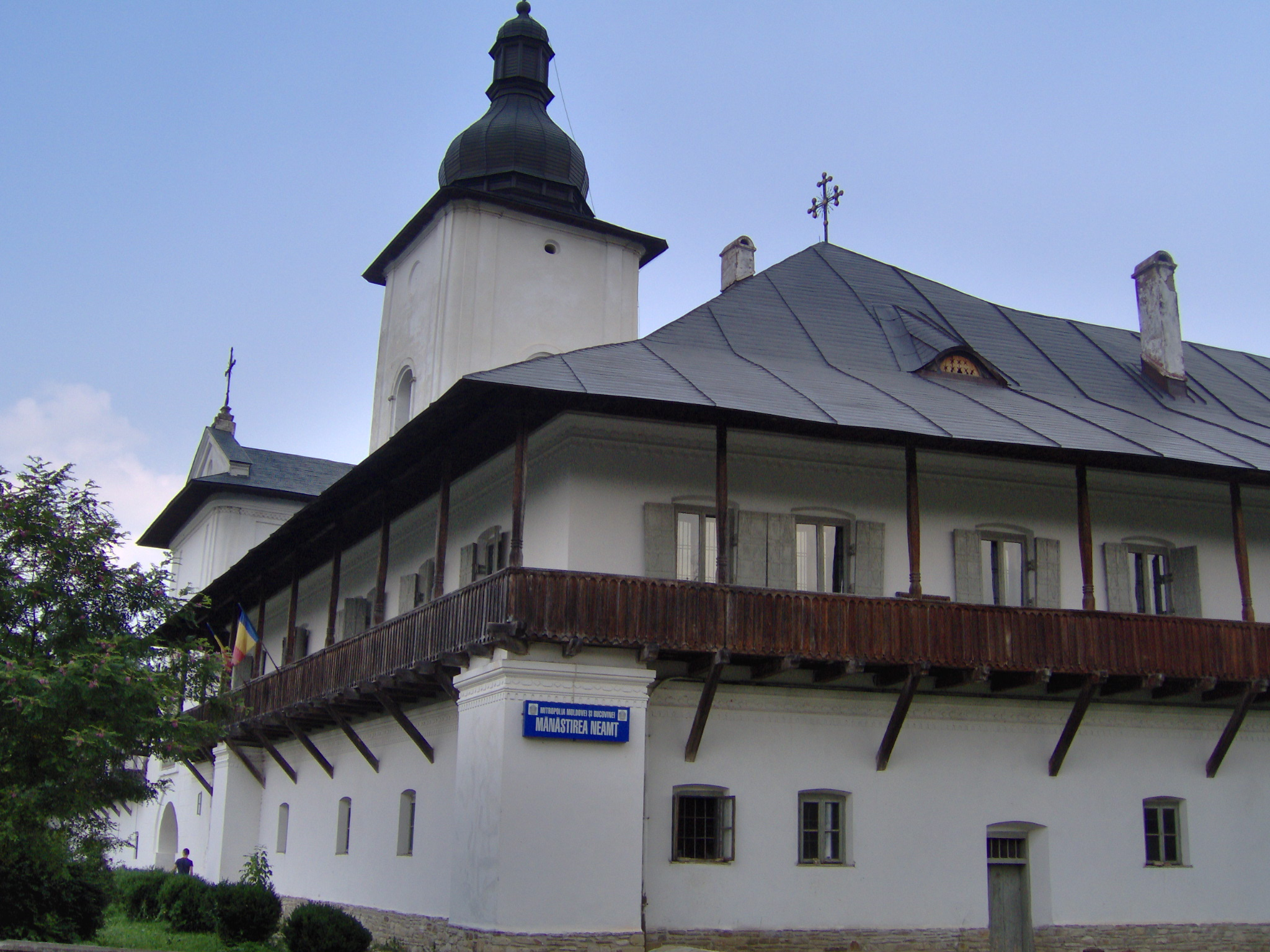
A neamți kolostor

A neamți kolostor működő ortodox kolostor Romániában, Neamț megyében, Mănăstirea Neamț faluban. A falu nevének jelentése  magyarul neamți kolostor , Târgu Neamțtól 15 kilométerre északnyugatra helyezkedik el.  A kolostoregyüttes Moldva legrégebbi és legnagyobb egyházi építménye. Földrajzi koordinátái: é. sz. 47° 16′ 08″, k. h. 26° 12′ 07″47.268889°N 26.201944°E

## Története
Első írásos említése 1407-ből maradt fenn, de a vallási központ eredete visszanyúlik a 12. századra. A kolostor alapítását Petru Mușat fejedelemnek (1375–1391) tulajdonítják, mert ő építtette az első kőtemplomot, azonban ennek a helyén már korábban is létezett egy kis fatemplom. Ez az első templom az 1471-es földrengés során alapjaiban megrendült; a jelenlegi templomot III. István moldvai fejedelem építtette a 15. század végén, miután 1497-ben csatát nyert I. János Albert lengyel király ellen.

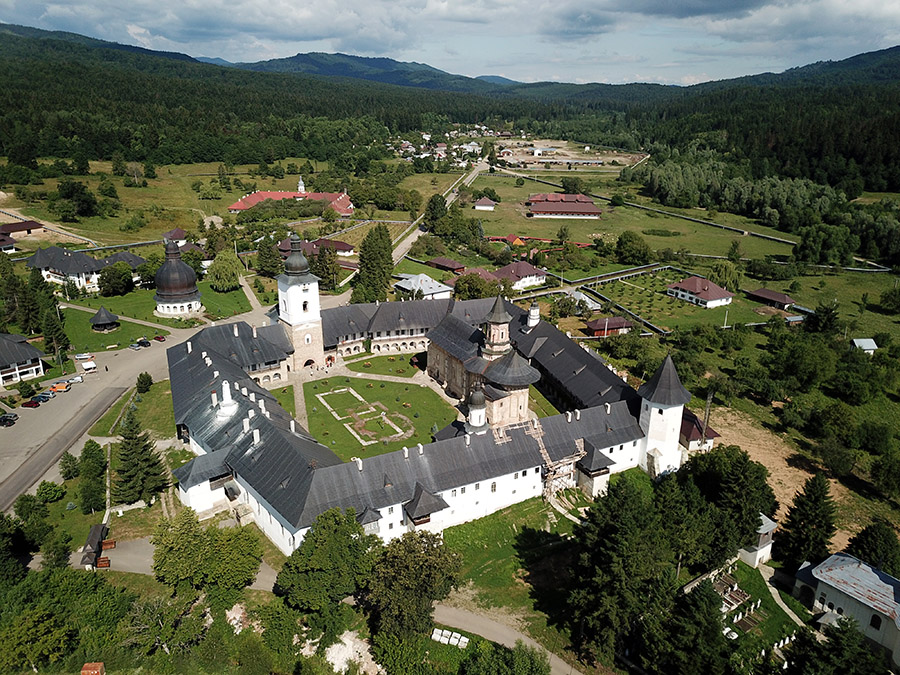
Neamți kolostor - légi fotó

## A kolostor leírása
A kolostorban két templom található, egy harangtorony 11 haranggal, egy teológiai szeminárium, valamint egy múzeum, amelyben egyházi műkincsek és egy nyomdaterem kaptak helyet. A templomban levő csodatevő Mária-ikon 665-ben Izraelben készült. A hagyomány szerint ezt Jó Sándor fejedelem kapta ajándékba VIII. (Palaiologosz) János bizánci császártól. A kolostor 18 000 kötetes könyvtárral rendelkezik és jelentős szerepet játszott a középkori román kultúra fejlődésében.
A sírkamrában van eltemetve II. István moldvai fejedelem, illetve 1986-ban a pronaoszban ismeretlen szent ereklyéit találták meg. 
A kolostortemplom téglalap alakú pronaosza két gömbszelettel zárul. A naosz szintén téglalap alakú, két oldalán belül félkör alakú, kívül ötszögletű apszissal. A homlokzatot moldvai stílusú freskók díszítik, amelyek szerencsésen ötvözik a bizánci (mázas kerámia, színes téglák) és gótikus elemeket (ablak- és ajtókeretek). A nyolcszögletű tornyot szintén mázas korongok díszítik. A belső festmények részben III. István, részben Petru Rareș korából származnak.
A kolostor épületei a mai formájukban a 18–19. századból származnak.

## Fordítás
- Ez a szócikk részben vagy egészben  a   Mănăstirea Neamț című román Wikipédia-szócikk ezen változatának fordításán alapul.  Az eredeti cikk szerkesztőit annak laptörténete sorolja fel. Ez a jelzés csupán a megfogalmazás eredetét és a szerzői jogokat jelzi, nem szolgál a cikkben szereplő információk forrásmegjelöléseként.

## Külső hivatkozások
- A kolostor az UNESCO világörökség javaslati listáján (angol)